# Entomobrya exalga
Entomobrya exalga är en urinsektsart som först beskrevs av John Tenison Salmon 1942.  Entomobrya exalga ingår i släktet Entomobrya och familjen brokhoppstjärtar. Inga underarter finns listade i Catalogue of Life.